# Kenneth Nordtvedt
Kenneth Leon Nordtvedt, né le 16 avril 1939 à Chicago, dans l'Illinois (États-Unis), est professeur émérite au département de physique de l'université d'État du Montana à Bozeman. Il est connu pour ses recherches sur les théories relativistes de la gravitation.

## Recherche
Diplômé de l'Institut de technologie du Massachusetts (MIT) en 1960 et de l'université Stanford (Ph.D.) en 1964, il montra au milieu des années 1960, à l'issue d'un calcul « diaboliquement complexe », comment des réflecteurs lunaires pouvaient être utilisés pour mettre à l'épreuve un principe fondamental de la relativité générale appelé principe d'équivalence (en d'autres mots s'il existait ou non un « effet Nordtvedt » ; ou encore si c'était la théorie d'Einstein ou celle de Brans–Dicke qui était vérifiée).
Il a reçu une bourse de la fondation Sloan. Il est membre de la Société américaine de physique. Ses recherches ont été l'objet d'un article à la une du Wall Street Journal,.

## Politique de la recherche et politique
Il était membre du comité de direction et conseiller scientifique de la mission commune NASA—ESA du satellite de test du principe d'équivalence (STEP). Nommé par le président Reagan au National Science Board, il était l'un des deux universitaires à occuper cette fonction.
Au début des années 1980 Nordtvedt a été élu trois fois comme représentant républicain à la législature d'État du Montana, y restant six ans en tout. Il perdit de ce fait ses subventions de recherche. À la fin de son mandat, il obtint du financement de la National Science Foundation mais ne put récupérer celui que la NASA lui avait accordé pendant les années 1970 ; il est néanmoins resté très près de cette institution.

## Généalogie génétique
Nordtvedt est également un généalogiste génétique actif qui a fait ses propres recherches sur les haplogroupes génétiques, en particulier l'haplogroupe I auquel il appartient ; il est conseiller en matière de haplotypes d'un groupe de recherche sur la génétique des populations du FamilyTreeDNA.
Il a proposé une nouvelle méthode de calcul du dernier ancêtre commun.

## Publications (sélection)
- (en) « Lunar laser ranging and laboratory Eötvös-type experiments », dans Phys. Rev., vol. 37 (1988), no 4, 1070–1071 DOI 10.1103/PhysRevD.37.1070
- (en) « Post-Newtonian gravity : its theory — experiment interface », dans Classical and Quantum Gravity, vol. 11, n6A (juin 1994), A119-A132
- « La Lune au secours d'Einstein», dans La Recherche